# 王长江 (中将)
王长江（1959年2月—），河北滦县人，中国人民解放军海军中将，第十三届全国人民代表大会代表。

## 生平
王长江毕业于中国人民解放军空军第四航空学校，长期从事飞行训练工作，是海空雄鹰团第22任团长。历任中国人民解放军海军装备部副部长、中国人民解放军海军东海舰队航空兵副司令员、中国人民解放军海军副参谋长等职务。至迟在2012年初已任中国人民解放军海军南海舰队副司令员兼中国人民解放军海军南海舰队航空兵司令员。2016年，王长江海军少将任中国人民解放军北部战区副司令员。2018年2月24日，当选为第十三届全国人大代表。2019年4月，调任中部战区副司令员兼参谋长。
2008年晋升海军少将军衔。2017年晋升海军中将军衔。
2022年因年满副战区级最高服役年限的63岁退休。